# ロールアイス
ロールアイス(英語: Stir-fried ice cream・rolled ice cream、タイ語: ไอศกรีมผัด or ไอติมผัด)は牛乳、クリームなどを混ぜて固めた物を、薄く引き伸ばして、ロール状に巻いたアイスクリームの1種である。-30°Cに冷やした鉄板の上で、 アイスクリームをヘラのようなものを使って引き延ばすのが特徴であるが、この作業が口当たりに大きく影響してくるため、重要な工程でもある。さらに、ロール状に巻いたものを、カップなどに詰めてその上にクリームなどをホイップして提供するのが一般的である。

## 背景

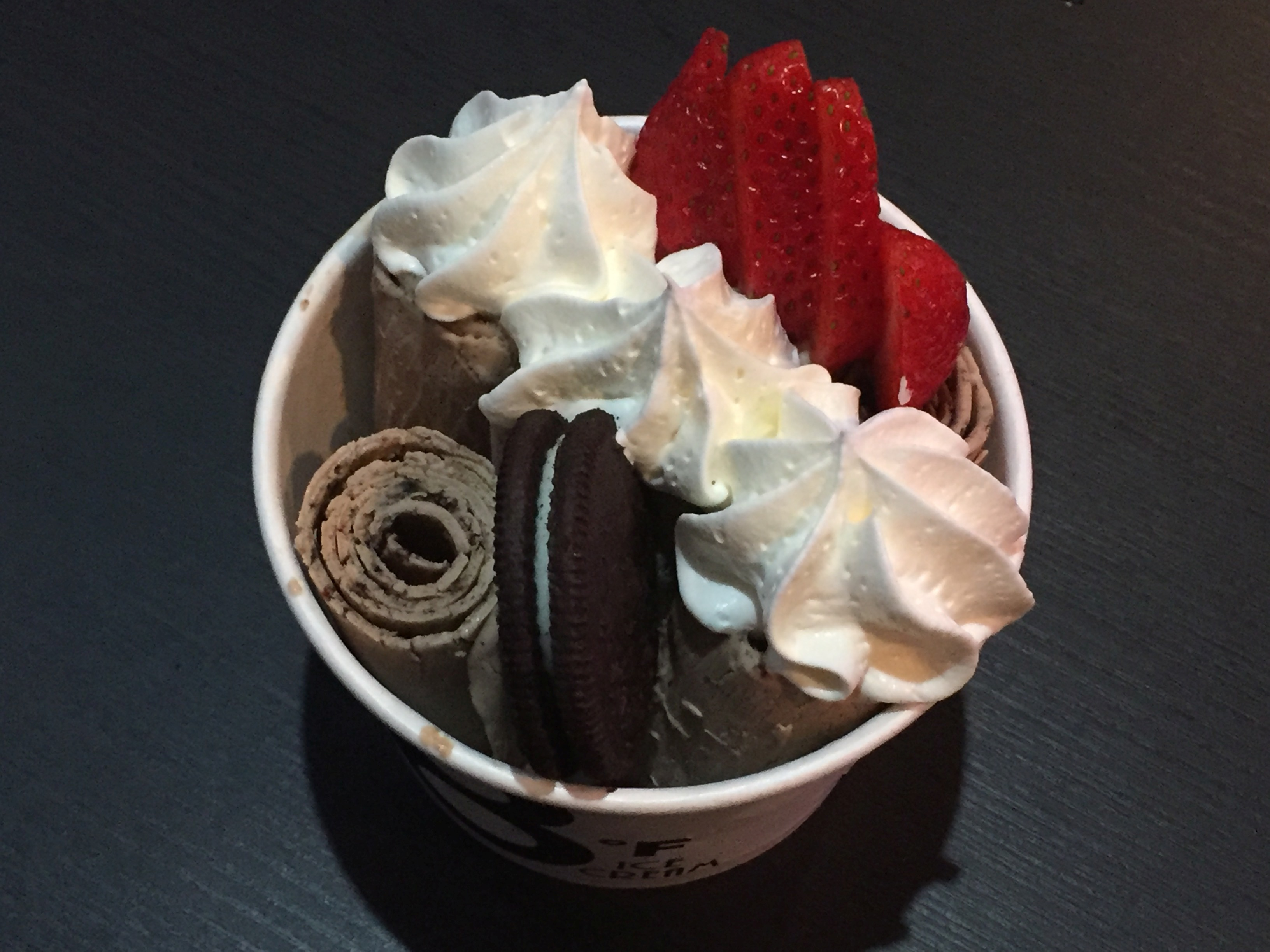
ロールアイス

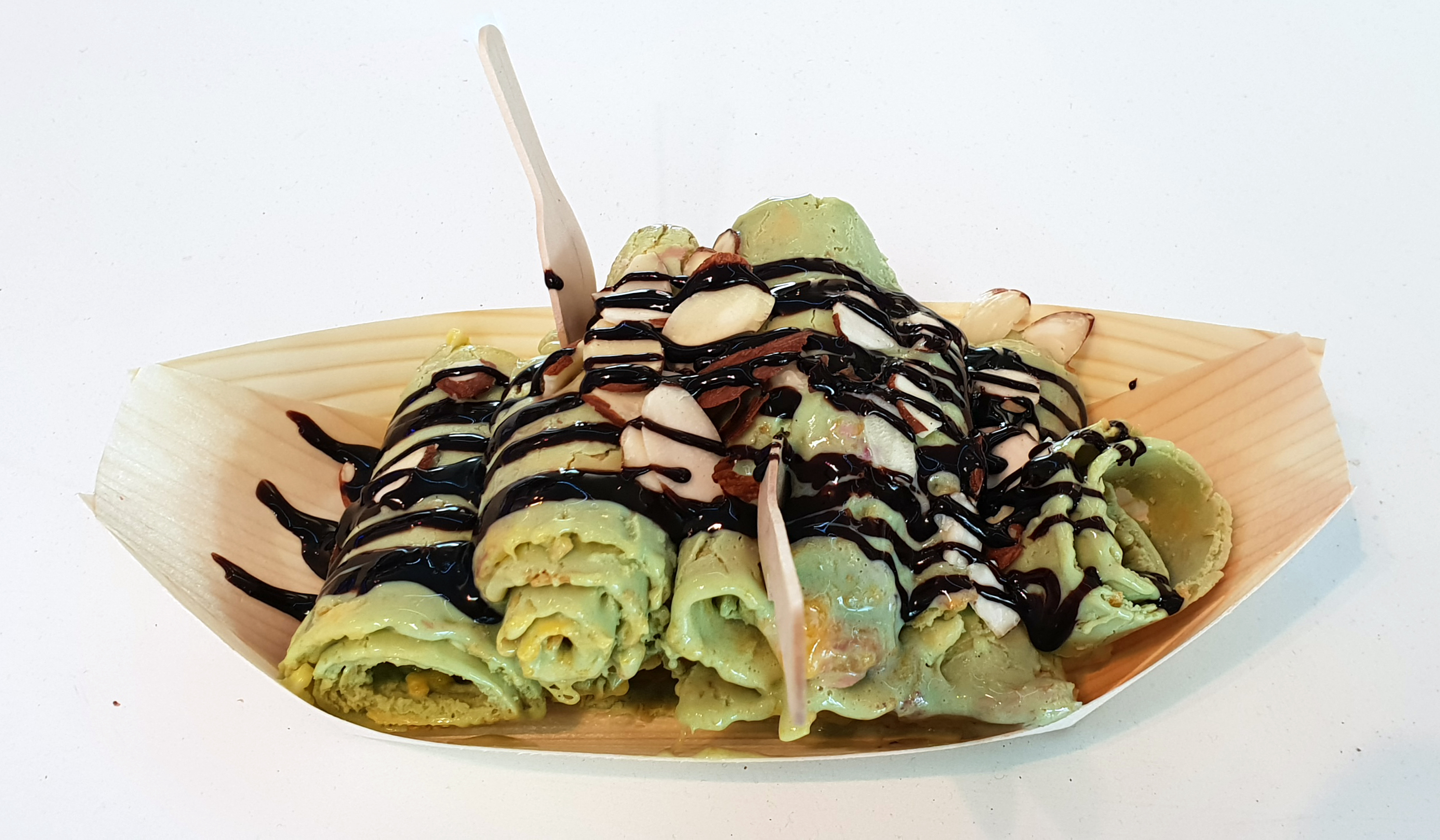
ニュージーランドでよく好まれている、抹茶、マンゴー、コーンフレークを混ぜたロールアイスの1種。

ロールアイスはタイで“タイロールドアイスクリーム”、“スターフライドアイスクリーム”等の名前で誕生したといわれている。
アイスをヘラで引き延ばすなどのパフォーマンスを撮影した動画が、インターネットの口コミで広まっていき、そこから人気に火がついたと言われている。 ニューヨークやボストンなどの大都市では、ロールアイスを買い求めるための長蛇の列ができている。
日本には、2017年6月24日に海外の専門店が初出店、開店前から約3時間待ちの行列ができるなど大きな話題になった。

## 材料
材料としては、牛乳をベースとして、その他様々な材料を組み合わせて作られるのが特徴である。よく用いられるものとしては、牛乳の代わりに豆乳を使ったもの、バニラ、チョコレート、コーヒー、ストロベリーなどのフレーバーが人気である。その他トッピングとして、フルーツ、クッキー、チョコレート、ブラウニーなどがメジャーである。さらにこのほか、香り付けのためにシロップやパウダーをかけることもある。

## 製造工程

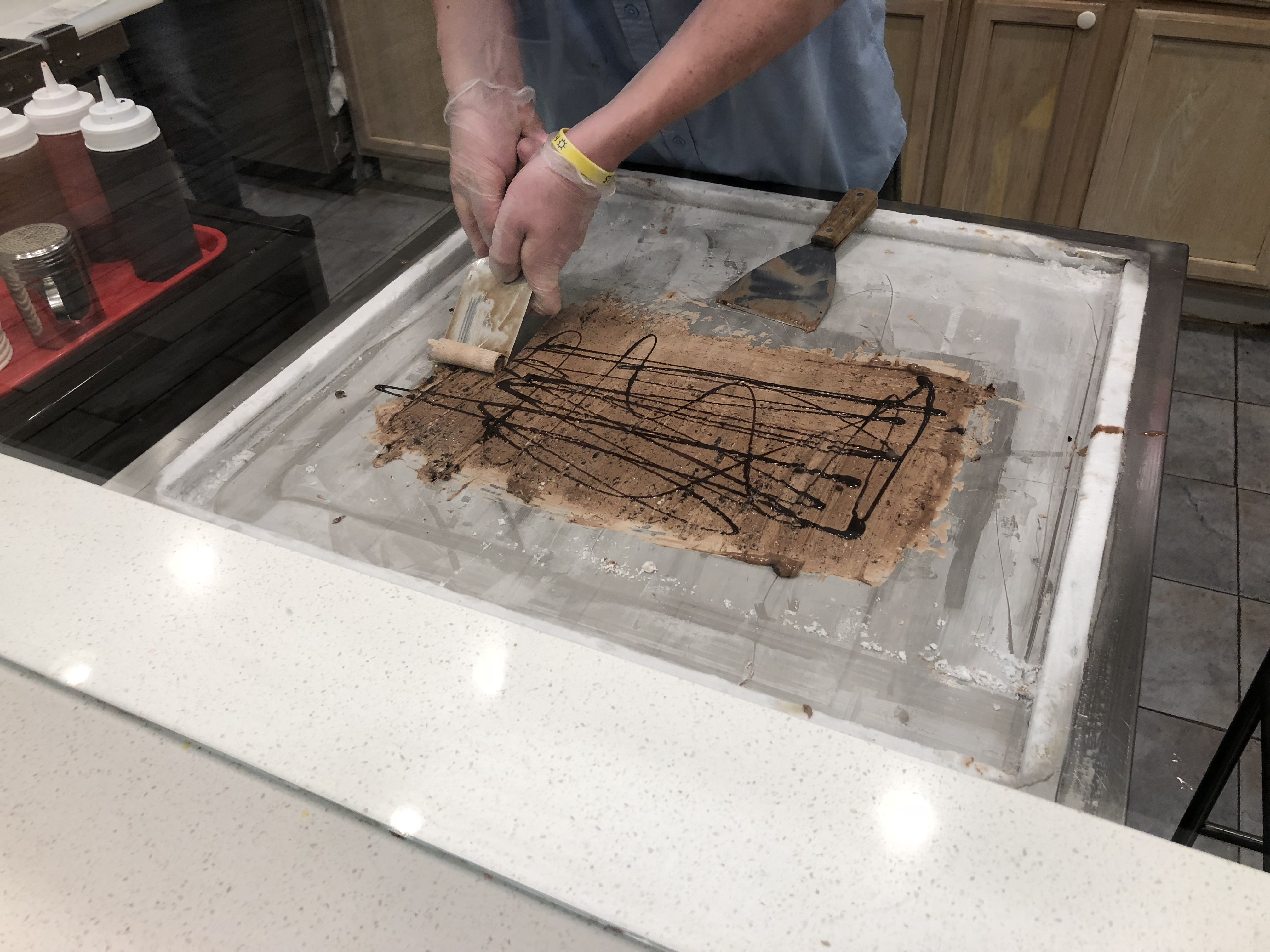
ロールアイスは、鉄板の上で引き伸ばしたアイスをロール状に形成して作る。

ロールアイスの調理に必要な時間は2分前後であり、調味済のミルクを鉄板の上に広げ、ジェラート状になるまで叩いたり広げたりを繰り返す。その後は、さらに様々な材料加えて、クリーム状になるまで同様の作業を行う。次に、クリーム状になったものをフライパンに長方形に広げ、端からロール状に巻いて完成。その後は、クリームなどのトッピングを加えて提供される。